# گل‌کوب شکم‌نارنجی
گُل‌کوب شکم‌نارنجی (نام علمی: Dicaeum trigonostigma) نام یک گونه از تیره شهدخواران است.